# Adolf Fleischmann
Adolf Richard Fleischmann (* 18. März 1892 in Eßlingen am Neckar; † 28. Januar 1968 in Stuttgart) war ein deutscher Maler. Sein Spätwerk wird in der Nähe des Konstruktivismus eingeordnet. Er gilt als Vorläufer der Op-Art.

## Leben
Adolf Fleischmann wurde als drittes Kind des Kaufmanns Wilhelm Adolf Fleischmann und seiner Ehefrau Paulina Maria in Eßlingen geboren. Nach dem Abitur studierte er ab 1908 an der Kunstgewerbeschule in Stuttgart und wechselte 1911 an die Königliche Kunstakademie. Hier lernte er unter anderem bei Adolf Hölzel und Robert Poetzelberger.
Nach kurzer Tätigkeit als angestellter Zeichner und Maler beim Städtischen Ausstellungsamt für Gesundheitspflege, Stuttgart, sowie an der Werkstätte für graphische Kunst unter Paul Hahn wurde Fleischmann 1914 zum Kriegsdienst eingezogen. Im Folgejahr wurde er an der Ostfront so schwer verwundet, dass er aus dem Kriegsdienst entlassen wurde.
Vorübergehend entwarf er Buchumschläge bei der Deutschen Verlags-Anstalt und für die J. B. Metzler’sche Verlagsbuchhandlung, beide in Stuttgart.
Durch Fürsprache seiner Halbschwester Lotte Luise Volger, die als Moulageuse am Kantonsspital Zürich beschäftigt war, erhielt er 1917 dort ebenfalls eine Anstellung. Fleischmann arbeitete bis Juli 1928 (mit Unterbrechungen) als wissenschaftlicher Zeichner und Moulageur in Zürich. Viele der von ihm damals hergestellten Moulagen sind erhalten geblieben und im Universitätsspital Zürich zu besichtigen.
1921 nahm Fleischmann an der Ausstellung der Münchener Secession teil. Hier wurde er besonders von Franz Marc und weiteren Expressionisten angeregt. In der Folge malte er stark expressionistische Gemälde.
Es folgten Arbeitsaufenthalte in Italien, Spanien, der Schweiz, Paris, aber auch in Deutschland (Berlin und Hamburg). Aus dem Jahr 1925 stammt Fleischmanns erstes erhaltenes, vom Kubismus nicht unbeeinflusstes abstraktes Gemälde. 1928 nahm er an den „Juryfreien“-Ausstellungen in Stuttgart und Berlin sowie erneut an der „Neuen Sezession“, München, teil.
1933 bis 1936 verbrachte er lange Zeit auf Mallorca und in Paris. In den Jahren 1936 bis 1938 reiste er in Begleitung seiner Geliebten Bertha Loof durch Italien und hielt sich vor allem auf Ischia auf. Im Juli 1938 wurde sein Sohn Dieter Loof geboren, der bereits im Alter von etwa vier Jahren starb.
Da er mittlerweile nur noch abstrakt malte, entzog er sich einer möglichen Auseinandersetzung mit den nationalsozialistischen Machthabern durch Übersiedlung nach Frankreich. In Paris schloss er sich der Gruppe l’Équipe an. Dadurch begegnete er prägenden Künstlern wie Robert Delaunay und Albert Gleizes. Dort unterstützte er die Résistance gegen die deutsche Besatzungsmacht. Bis Ende des Krieges lebte er in verschiedenen Orten Südfrankreichs, vor allem in Graulhet, Département Tarn. Mehrfach wurde er interniert, so im Lager „Les Milles“ bei Aix-en-Provence, aus dem es ihm im Oktober 1940 zu fliehen gelang.
Ende 1944 kehrte Adolf Fleischmann aus seinem südfranzösischen Versteck zurück in das befreite Paris, wo er in seinem völlig verwüsteten Atelier nur noch die Reste seiner Bilder, die Arbeit vieler Jahre, vorfand. Fleischmann wörtlich: „ich erlebte einen Nervenzusammenbruch“. Mit Hilfe seiner französischen Freunde konnte er jedoch schon bald seine künstlerische Arbeit wieder aufnehmen, und bis zu seiner Ausreise in die USA 1952 sich auch an Ausstellungen in Paris beteiligen. Fleischmann unterzeichnete jene, in der frühen Nachkriegszeit entstandenen Arbeiten unter dem Druck einer noch heftigen Deutschfeindlichkeit mit dem Pseudonym Richard, seinem zweiten Vornamen. In dem Katalog der Realitéts Nouvelles Nr. 1, 1947 ist ein Bild von Fleischmann zu sehen, das hier einem Maler Richard zugeschrieben wird. Fleischmann hat das Pseudonym Richard in den USA nicht weiter verwandt.
Zu Ende des Krieges und in den ersten Nachkriegsjahren hatte Fleischmann erstmals eine kurze „geometrische Phase“ im Sinne der Konkreten Kunst, die er aber bald wieder zugunsten weniger strenger Motive aufgab. Er schloss sich der Gruppe Réalités nouvelles an und zog für einige Jahre nach Paris. Seinen Lebensunterhalt verdiente er sich mit Entwürfen für Plakate, Zeitschriften-Titel, Tapeten und Stoffe (z. B. Tücher für Dior).
1948 heiratete er Elly Abendstern, und im gleichen Jahr hatte er seine erste Einzelausstellung in der Galerie Creuze in Paris.
1950 wandte sich Fleischmann erneut der geometrischen Form zu, allerdings weniger im Sinne der Konkreten Kunst, sondern eher im Rahmen serieller Malerei. Er wurde damit ein früher Vorläufer der Op-Art. Im Alter von nunmehr fast 60 Jahren hatte er seinen eigenen unverkennbaren Stil gefunden, der sich durch rhythmisch gruppierte schmale Streifen auszeichnet, die in schmale Winkel eingebunden sind. 1951 stellte er seine neuesten Werke in der Galerie Colette Allendy aus.
Da er in den USA bessere Arbeitsmöglichkeiten geboten bekam, übersiedelte er 1952 nach New York. Hier lebte er sowohl als angestellter Zeichner am College of Physicians and Surgeons der Columbia University als auch als freischaffender Maler. Einzelausstellungen und Experimente mit Pappe, Karton und ähnlichen Materialien begleiten seine New Yorker Zeit.
1958 kehrte er besuchsweise für knapp drei Monate nach Europa zurück; in diese Zeit fällt auch die nuancierte Änderung der Strenge seines geometrischen Stils zugunsten aufgelockerter Linien, Streifen und Figurationen. Nach wie vor blieb er aber der Geometrie verpflichtet, allerdings wurden seine Bilder weicher.
Im Jahr 1962 erkrankte er schwer. 1963 und 1964 hielt er sich 16 Monate in Stuttgart auf. In dieser Zeit entstanden die „Metamorphosen“-Bilder: Die einzelnen L-Formen werden als Blöcke zusammengezogen.
Fleischmann reiste Ende 1964 zurück nach New York, wo er 1965 einen schweren Schlaganfall erlitt. Aufgrund der besseren medizinischen Versorgung kehrte er endgültig nach Stuttgart zurück. Hier gab es 1966 die Adolf-Fleischmann-Jubiläumsausstellung im Württembergischen Kunstverein, die ihn schlagartig berühmt machte und seinen endgültigen Durchbruch in Deutschland bedeutete. In den nächsten beiden Jahren erstellte er trotz einer teilweisen Lähmung noch rund zwanzig reliefartige Collagen.
Fleischmann starb am 28. Januar 1968 in Stuttgart an den Spätfolgen des Schlaganfalls; er wurde auf dem Ebershaldenfriedhof in Esslingen am Neckar beigesetzt.
1973 gab es die ersten großen Adolf-Fleischmann-Retrospektiven im Ulmer Museum und im Westfälischen Landesmuseum Münster; 1987 wurden seine Werke in der Modernen Galerie des Saarlandmuseums in Saarbrücken ausgestellt.

## Ausstellungen (Auswahl)
- 1959: Adolf R. Fleischmann: Ölbilder und Gouachen 1951–1959. Galerie Weiss, Kassel.